# Бачинович, Армин
А́рмин Бачи́нович (словен. Armin Bačinovič; 24 октября 1989, Марибор) — словенский футболист, опорный полузащитник. Выступал за сборную Словении.

## Карьера
Армин Бачинович начал карьеру в клубе «Железничар». Оттуда в 2002 году он перешёл в другой местный клуб, «Марибор». 7 июля 2007 года Бачинович дебютировал в основном составе команды в матче Кубка Интертото против клуба «Хайдук» (Кула), выйдя на поле на 78 минуте игры. Две недели спустя он сыграл дебютный матч в чемпионате Словении против «Дравы»; его клуб победил в игре 3:1. 25 ноября того же года Армин забил первый мяч за клуб, поразив ворота той же «Дравы». Всего в сезоне 2007/08 Бачинович сыграл 22 матча и помог своей команде дойти до финала кубка страны. В следующем году Армин провёл 29 игр и забил 1 мяч, поразив ворота «Интерблока». Он выиграл с клубом чемпионат и Суперкубок страны. В сезоне 2009/10 Бачинович провёл 26 матчей и в чемпионате и 4 в Кубке Словении, где его клуб одержал победу, а также 1 встречу в Лиге Европы. В начале сезоне 2010/2011 Армин сыграл 3 матча в чемпионате и 6 встреч в Лиге Европы. Всего за Марибор полузащитник провёл 94 матча и забил 6 голов.
28 августа 2010 года Бачинович вместе с партнёром по команде, Йосипом Иличичем, перешёл в итальянский клуб «Палермо», подписав контракт на 5 лет; сумма трансфера составила около 500–800 тыс. евро. 12 сентября он дебютировал в составе команды в матче с «Брешиа», заменив на 58 минуте Фабио Ливерани. 17 октября Армин забил первый мяч за клуб, поразив ворота «Болоньи». В ноябре Бачиновичем заинтересовались английские клубы «Челси», «Манчестер Юнайтед» и «Ливерпуль». Всего в первом сезоне в команде Армин провёл в серии А 33 матча и забил 2 гола. В июне он продлил контракт с «Палермо» до 2016 года.
21 августа 2014 года Бачинович перешёл в клуб Серии B «Виртус Ланчано».

## Международная карьера
12 августа 2009 года Бачинович дебютировал в составе сборной Словении в матче квалификации чемпионата мира 2010 с Сан-Марино, заменив на 74 минуте встречи Александра Радосавлевича .

## Достижения
- Чемпион Словении: 2008/09
- Обладатель Суперкубка Словении: 2009
- Обладатель Кубка Словении: 2009/10